# Лестунь (Тулча)
Лестунь, Лестуні (рум. Lăstuni) — село у повіті Тулча в Румунії. Входить до складу комуни Міхаїл-Когелнічану.
Село розташоване на відстані 215 км на схід від Бухареста, 19 км на південний захід від Тулчі, 95 км на північ від Констанци, 68 км на південний схід від Галаца.

## Населення
За даними перепису населення 2002 року у селі проживала 601 особа, усі — румуни. Усі жителі села рідною мовою назвали румунську.

## Відомі особистості
В поселенні народився:
- Алекси Іванов (1922—1997) — болгарський політик.